# الإدخال المحوسب لأوامر الطبيب
الإدخال المحوسب لأوامر الطبيب، والذي يُشار إليه أحيانًا باسم الإدخال المحوسب لأوامر مقدم الرعاية أو الإدارة المحوسبة لأوامر مقدم الرعاية، عملية إدخال إلكترونية لتعليمات الممارس الطبي المتعلقة بعلاج المرضى (خاصة مرضى المستشفيات) الذين يكونون تحت رعايته.
تُرسل الأوامر المُدخلة عبر شبكة حاسوبية إلى الطاقم الطبي أو إلى الأقسام (الصيدلية أو المختبر أو الأشعة) المسؤولة عن تنفيذ الأمر. يقلل الإدخال المحوسب لأوامر الطبيب من الوقت المستغرق في توزيع الأوامر وإكمالها، مع زيادة الكفاءة عن طريق تقليل أخطاء النقصوة بما في ذلك تفادي إدخال الأوامر المكررة، مع تبسيط إدارة المخزون والفوترة.
يُعتبر الإدخال المحوسب لأوامر الطبيب شكلًا من أشكال برامج إدارة المرضى.

## البيانات المطلوبة
في تمثيل رسومي لتسلسل الأمر، يجب تقديم بيانات محددة لموظفي نظام الإدخال المحوسب لأوامر الطبيب على هيئة نص عادي، وتشمل البيانات:
- هوية المريض
- دور الموظف المطلوب
- الموارد والمواد والأدوية المطلوبة
- العمليات اللازمة
- التسلسل التشغيلي الذي يجب اتباعه
- المعلومات الراجعة الواجب تدوينها
- الوثائق الخاصة بالحالة التي يجب أن تكون موجودة

يمكن اختزال بعض البيانات النصية إلى رسومات بسيطة.

## المصطلحات المتعلقة بالإدخال المحوسب لأوامر الطبيب
تستخدم أنظمة الإدخال المحوسب لأوامر الطبيب مصطلحات مألوفة للطاقم الطبي والتمريضي، ولكن توجد مصطلحات مختلفة تُستخدم لتصنيف الأوامر وسلسلتها. تمثل العناصر التالية أمثلة على المصطلحات الإضافية التي قد يحتاج مبرمج نظام الإدخال المحوسب لأوامر الطبيب معرفتها:

### المالئ
التطبيق الذي يستجيب، أي ينفذ، طلب خدمات (أوامر) أو إنتاج ملاحظات. يمكن للمالئ أيضًا إنشاء طلبات للحصول على خدمات (أوامر جديدة) أو إضافة خدمات إضافية إلى الأوامر الحالية أو استبدال الأوامر الحالية أو تعليق أمر أو إيقاف أمر أو إعتاق أمر معلق أو إلغاء الأوامر الحالية.

### الأمر
طلب تطبيق خدمة ما من تطبيق ثان. يُسمح للتطبيق في بعض الحالات تقديم الطلبات إلى نفسه.

### قسم تفاصيل الأمر
أحد الأقسام التي تحمل معلومات الأمر. يمكن تحديد أقسام محددة إضافية مستقبلية في الإصدارات اللاحقة من المعيار إذا أصبحت ضرورية.

### الواضع
التطبيق أو الفرد الذي يُنشئ طلبًا للحصول على خدمات (أمر).

### مجموعة أوامر الواضع
قائمة بالأوامر المرتبطة الصادرة من مكان واحد فيما يتعلق بمريض واحد.

### مجموعة الأوامر
مجموعة من الطلبات المستخدمة لتقييس وتسريع عملية وضع الأمر لسيناريو سريري شائع. (تُوضع هذه الأوامر عادة وتُعدل وتُوقف من قبل طبيب مرخص).

### البروتوكول
مجموعة من الأوامر المستخدمة لتقييس وأتمتة عملية سريرية نيابة عن الطبيب. (تُوضع هذه الطلبات عادة وتُعدل وتُوقف من قبل ممرض أو صيدلي أو غيره من المهنيين الصحيين المرخصين).

## ميزات أنظمة الإدخال المحوسب لأوامر الطبيب
تشمل ميزات النظام المثالي للإدخال المحوسب لأوامر الطبيب ما يلي:
وضع الأمر
تُقيّس أوامر الطبيب على مستوى المنظمة، ومع ذلك يمكن تخصيصها من أجل كل طبيب أو تخصص باستخدام مجموعات الأوامر. تُرسل الأوامر إلى جميع الأقسام ومقدمي الرعاية المعنيين، ما يسهم في تحسين زمن الاستجابة وتجنب مشاكل الجدولة والتعارض مع الأوامر الموضوعة مسبقًا.
دعم القرار المتمحور حول المريض
تتضمن عملية وضع الأمر عرضًا للتاريخ الطبي للمريض والنتائج الحالية والمبادئ التوجيهية السريرية القائمة على الأدلة لدعم قرارات العلاج. غالبًا ما يستخدم وحدة المنطق الطبي و/أو لغة أردين سينتاكس لتسهيل أنظمة دعم القرار السريري المُدمجة بالكامل.
خاصيات سلامة المرضى
يسمح نظام الإدخال المحوسب لأوامر الطبيب بالتعرف على المريض في الزمن الحقيقي واقتراح توصيات بالجرعات الدوائية ومراجعات التفاعلات الدوائية الضارة وفحوصات تحقق من الحساسية وتعارضات الاختبار أو العلاج. يمكن للأطباء والممرضين مراجعة الأوامر على الفور للتأكيد.
واجهة مستخدم بديهية
يتوافق سير عمل إدخال الأمر مع وضع الأمر «الورقي» المألوف للسماح بالاستخدام الفعال من قبل المستخدمين الجدد أو غير المتكررين.
الامتثال التنظيمي والأمن
الوصول آمن، ويُنشأ سجل دائم مع توقيع الإلكتروني.
المحمولية
يقبل النظام الأوامر ويديرها من أجل جميع الأقسام في نقطة الرعاية، من أي موقع في النظام الصحي (مكتب الطبيب أو المستشفى أو المنزل) من خلال مجموعة متنوعة من الأجهزة، بما في ذلك أجهزة الحاسوب اللاسلكي وأجهزة الحاسوب اللوحي.
الإدارة
يقدم النظام تقارير إحصائية عبر الإنترنت حتى يتمكن المدراء من تحليل تعداد المرضى وإجراء تغييرات في التوظيف واستبدال المخزون ومراجعة الاستخدام والإنتاجية في جميع أنحاء المنظمة. تُجمع البيانات للتدريب والتخطيط وتحليل السبب الجذري لأحداث سلامة المرضى.
الفوترة
يُحسن التوثيق عن طريق ربط التشخيصات (رموز التصنيف الدولي للأمراض ICD-9-CM أو ICD-10-CM) بالأوامر في أثناء إدخال الأمر لدعم وضع الرسوم المناسبة.

## مزايا سلامة المرضى
كان الأطباء في الماضي يضعون أوامر رعاية المرضى تقليديًا على شكل أوامر مكتوبة بخط اليد أو شفهيًا، والتي تُنسخ بعد ذلك من قبل أفراد مختلفين (مثل كتبة الوحدات والممرضين والموظفين المساعدين) قبل تنفيذها. تؤدي التقارير أو الملاحظات المكتوبة بخط اليد وإدخال الطلبات يدويًا والاختصارات غير القياسية وضعف المقروئية إلى أخطاء وأضرار بالمرضى. نصح تقرير متابعة صادر عن المعهد الطبي في 2001 بوضع أوامر الأدوية إلكترونيًا، مع نظم معلومات حاسوبية وقائمة على الإنترنت لدعم القرارات السريرية. تعد أخطاء الوصفات الطبية أكبر مصدر للخطأ في المستشفى جرى التعرف عليه ويمكن الوقاية منه. قدر تقرير صادر عن معهد الطب في 2006 أن المريض في المستشفى يتعرض إلى خطأ دوائي كل يوم من أيام إقامته. بينما قدرت دراسات أخرى أن تنفيذ الإدخال المحوسب لأوامر الطبيب في جميع المستشفيات غير الريفية في الولايات المتحدة يمكن أن يمنع أكثر من 500000 خطأ دوائي خطير كل عام. أسفرت الدراسات التي أُجريت على الإدخال المحوسب لأوامر الطبيب عن أدلة تشير إلى إمكانية تقليل معدل الخطأ في الدواء بنسبة 80%، ويمكن تقليل الأخطاء التي يُحتمل أن تسبب ضررًا خطيرًا أو وفاة المرضى بنسبة 55%، واقترحت دراسات أخرى فوائد غيرها. نشرت مراكز السيطرة على الأمراض والوقاية منها ومراكز الرعاية الصحية والخدمات الطبية في 2005 تقريرًا أظهر أن 41% فقط من مضادات الجراثيم الوقائية أوقفت على نحو صحيح في غضون 24 ساعة من اكتمال الجراحة. أجرى الباحثون تحليلًا على مدار ثمانية أشهر، ونفذوا نظام إدخال محوسب لأوامر الطبيب مصممًا لإيقاف إعطاء مضادات الجراثيم الوقائية. أظهرت النتائج أن الإدخال المحوسب لأوامر الطبيب حسن بشكل ملحوظ نسبة إيقاف مضادات الجراثيم في الوقت المناسب من 38.8% من العمليات الجراحية إلى %55.7 في المائة في المستشفى الذي أُجريت فيه الجراحة. يمكن أن توفر أنظمة الإدخال المحوسب لأوامر الطبيب/الوصفات الإلكترونية تنبيهات تلقائية للجرعات (على سبيل المثال، تنبه المستخدم إلى أن الجرعة عالية جدًا وبالتالي خطيرة) والتحقق من التداخلات الدوائية (على سبيل المثال، إخبار المستخدم أن تناول دواءين من الأدوية الموصوفة معًا يمكن أن يسبب مشاكل صحية). بهذه الطريقة، يعمل المتخصصون في المعلوماتية الصيدلية مع الطاقم الطبي والتمريضي في المستشفيات لتحسين سلامة وفعالية استخدام الأدوية من خلال استخدام أنظمة الإدخال المحوسب لأوامر الطبيب.